# Ferdinand Schwanda
Ferdinand Schwanda (1856 - 10 de maio de 1913) foi um pesquisador, negociante e coletor autônomo de espécimes para usos científicos de animais silvestres, especialmente couros de aves e mamíferos. Atuou principalmente com pesquisas silvestres no Maranhão, estado do Nordeste do Brasil. Pouco se sabe sobre a biografia dele e, em geral, dos demais pesquisadores que atuavam em solo brasileiro nesse período por conta da falta de seus documentos, mas supõe-se que Schwanda era natural de algum país germânico a partir de correspondências trocadas com Hermann von Ihering, diretor do Museu Paulista, local para onde doou grande parte de suas descobertas, que foram vendidas para compradores europeus posteriormente.
As mensagens eram redigidas em alemão, idioma que Schwanda dominava totalmente. Além das cartas mencionadas, recibos de compras e registros em livros de aquisições também auxiliam na veracidade da informação. Ao que indica, começou sua trajetória no Brasil enviando peles de pássaros para a Europa.

## Trabalho de campo
Segundo Ihering, Ferdinand faleceu em 10 de maio de 1913. Antes disso, em 1905, Schwanda se estabeleceu no Maranhão, ano em que começou suas pesquisas e descobertas, enviando-as para a Europa na sequência. O pesquisador iniciou suas coletas em São Luís, capital maranhense, e atuou em cidades próximas como Boa Vista do Gurupi, Primeira Cruz e Miritba, cidade entre o Rio Itapecuru e a fronteira com o estado do Piauí, onde permaneceu até o fim de sua estada na região. Em correspondência datada de 1910, Schwanda revelou que o diretor Ihering exigia determinadas especificações e adequações em relação aos métodos de preparo e tratamento dos animais que seriam enviados para o Museu. Apesar da quantidade considerável de indivíduos trabalhando no Brasil para a coleta de espécimes para fins comerciais, as técnicas utilizadas não exemplificavam com maestria o desejo de Hermann von Ihering. Em determinado trecho da mensagem, Schwanda diz: "ultimamente eu preparei uma razoável quantidade de peles de bugios, monos e de bichos preguiça, todas de acordo com a sua receita, com sal e alúmen, atendendo assim certamente às suas exigências".
A relação entre ambos demonstra um tom de confiança. Mantendo um bom relacionamento com o diretor, Schwanda conseguiu condições favoráveis para se estabelecer como um coletor profissional, abrindo portas para desempenhar funções em redes de comércio mais complexas, tratando com caçadores, negociantes e museus instalados nos dois lados do Oceano Atlântico. No ponto de vista de museus, esta atividade é fundamental para conseguir artefatos fundamentas às suas respectivas atividades científicas e expositórias; para coletores como Schwanda, é uma clara oportunidade para viabilizar um trabalho e ter um bom ramo de atuação em diversos locais ao redor do mundo. Também havia uma facilitação para que o coletor obtivesse os suprimentos necessários para conduzir os trabalhos a serem desempenhados, sem contar a maior rapidez para expedir os espécimes para os compradores europeus. Outras cartas trocadas com o diretor do Museu Paulista sugerem que o pesquisador já atuava no âmbito profissional antes mesmo de sua chegada ao Brasil. Ferdinand Schwanda teve passagens em diversas localidades ao redor do mundo, como todo o sul da Europa, o oeste asiático e o norte da África. É possível deduzir que as viagens aconteceram para encontrar e coletar espécimes de História Natural. Ainda assim, não é possível dizer se viajou por conta própria ou se alguma instituição científica comissionou a jornada. As espécies encontradas pelo pesquisador e coletor foram expostas não somente em São Paulo, mas também em vários museus europeus, como o inglês Museu de História Natural, localizado na cidade de Tring, o Museu Real de História Natural de Sófia, na Bulgária, além dos museus de Viena, na Áustria, e de Munique e Frankfurt, na Alemanha.
Os custos para comercializar os espécimes coletados no Brasil eram altos. Frete e aquisição de suprimentos para caça, preparação e envio elevavam o preço de revenda, fazendo com que houvesse a necessidade de encontrar compradores que aceitassem pagar um valor razoavelmente elevado, e que também estivesse de acordo para o coletor. Por conta disso, Schwanda sempre esteve em busca de clientes para negociar e conseguir transações vantajosas.
Primeiramente, supõe-se que Schwanda estabeleceu-se em solo brasileiro por conta própria devido ao tempo que permaneceu no país (1905 - 1913). A ideia era vender o produto de suas coletas, mantendo a incessante caça por espécies e a obtenção de lucro através da venda do conteúdo para museus e revendedores sediados na Europa. Através das cartas disponíveis no museu localizado em São Paulo, ficou claro que os envios para o exterior eram mediados pelo diretor Ihering, diretamente com revendedores europeus. Em 1910, o Museu de História Natural de Viena, na Áustria, recebeu 63 peles e espécies de animais advindas de Miritiba, que foram encomendadas pelo zoologista austríaco Franz Steidachner.

## Mudança de ares
Em determinado momento, talvez visando oportunidades maiores, Schwanda, em correspondência com Ihering, solicitou que o diretor o comunicasse caso surgissem bons clientes no Rio de Janeiro e em São Paulo. A busca por compradores é o principal fator da mudança. No Sudeste, grande polo comercial do Brasil, haveria a possibilidade de aumentar o mercado e encontrar mais indivíduos para manter a atividade comercial. As coletas seguiriam acontecendo exclusivamente no Maranhão. Além da necessidade de encontrar compradores, era preciso lidar com as incertezas e insegurança dos correios. Em época ainda remota, os sistemas de transportes de mercadorias eram falhos, fazendo com que cartas e encomendas nunca chegasse, incluindo pagamentos. A chance do coletor acabar prejudicado era grande. Suprimentos, inclusive, enviados por Ihering, ficavam retidos na Alfândega. Por vezes, o próprio diretor pagava o coletor, em espécie de troca de créditos a serem utilizados na compra de diversos outros espécimes comercializados por negociantes europeus.

Conversas posteriores entre o coletor e o diretor resumiam-se no desejo de Schwanda de encontrar algum revendedor interessado em ficar com todo o material. A proximidade entre ambos fazia com que Ihering tivesse certa preferência na escolha dos produtos que eram coletados por Ferdinand, que fariam parte do Museu Paulista logo em seguida. Sendo assim, tudo o que não interessava ao diretor, poderia ser vendido para qualquer firma, instituição ou pessoa. Além de ter a possibilidade de escolher, o Museu Paulista averiguava as peças em mãos, sem precisar se contentar apenas com catálogos. Dessa maneira, era possível conferir todas as características e qualidades específicas do conteúdo em relação ao que garantia o coletor. Em compensação, Schwanda não precisaria ter despesas com os transportes até a Europa e São Paulo, estas pagas pelo próprio Museu Paulista, sem contar o auxílio com os suprimentos. Ainda assim, em carta datada de 1907, o coletor reclama das condições de vida e da trabalha, lamentando a ausência de suportes técnicos necessários para abater pássaros. Em outro período do mesmo ano, Schwanda conta que os peixes dos riachos coletados por ele haviam estragado ao longo do tempo por não conseguir conserva-los adequadamente. Para mante-los em condições utilizáveis, precisava de álcool, mas não encontra. O coletor tentou conservar o conteúdo com cachaça, que por ser de má qualidade também, não resultou no efeito esperado. Juntamente com os problemas de importação, no interior do Maranhão eram mínimas a chance de conseguir o fornecimento apropriado. Perdeu muitos animais devido aos problemas recorrentes. Deste modo, o coletor recorreu justamente ao diretor Ihering, que lhe enviou alguns suprimentos diretamente de São Paulo, como latas de gargalos grandes, latas de conservações que sejam fáceis de soldar, vidros pequenos para insetos e 5 kg de chumbo fino para poder atirar em pequenos pássaros. Em comparação com o que havia vivenciado em solo europeu, onde negociantes também deviam comercializar equipamentos e suprimentos, são realidades totalmente distintas para Schwanda. E mesmo com a ajuda do diretor, por várias vezes o abastecimento ainda era incompleto ou tinha determinados defeitos. 

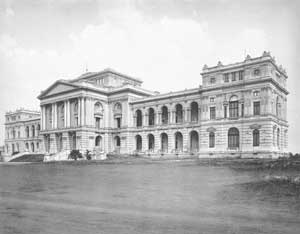
Museu Paulista em 1902.

Expedidas pelo Museu Paulista ou diretamente do Maranhão, as emissões de espécimes coletados por Schwanda também eram enviadas a instituições científicas e revendedores europeus. No contexto destas instituições científicas, o caçador traz informações sobre o envio para Inglaterra (Museu de História Natural, em Tring) e Bulgária (Direção dos Institutos Científicos e da Biblioteca do Príncipe da Bulgária, em Sófia). No entanto, não é possível afirmar se os materiais vendidos foram negociados com as instituições diretamente por Ferdinand Schwanda ou se revendedores desempenharam tal função.
No que se diz respeito aos revendedores, Schwanda manteve contato direto com os alemães Wilhelm Schlüter, Hermann Rolle e Otto Tockhorn, sem esquecer do londrino William Rosenberg.
Em cartas, para Schlüter, Ferdinand diz ter enviado ao negociante alemão coleções de mamíferos e peles de aves do ano inteiro. Com Rolle, houve um descontentamento em relação ao acerto de preço para fecharem negócio em algumas oportunidades, fazendo com que Schwanda o considerasse como um trapaceiro. Tockhorn, por sua vez, solicitou um serviço para a coleta de borboletas, mas Schwanda prefere evitar por conta de experiências frustrantes nas tratativas com Rolle. Por fim, com a ajuda mais estreita por parte de Hering bem como transporte e envio da mercadoria, Schwanda destinou espécimes para o inglês Rosenberg.

## Legado
Conforme atestam documentos dos arquivos do Museu Paulista, após a morte de Ferdinand Schwanda, seu filho, J. Karl Schwanda, manteve o fornecimento de espécimes para a instituição. Não é possível estimar por mais quanto tempo isso ocorreu.

## Informações gerais
| Coletores                                                         | Locais de coleta  | Período das remessas | Remessas | Tipo de material           | Dados biográficos |
| Ferdinand Schwanda (falecido em junho de 1913) e J. Karl Schwanda | Miritiba, Marahão | 1906 a 1915          | 11       | Couros de aves e mamíferos | Ferdinand Schwanda iniciou suas atividades no Maranhão, em 1905, de onde enviou espécimes para diversos museus ao redor da Europa, em países como Inglaterra, Bulgária, Alemanha e Áustria. Após a sua morte, seu filho, J. Karl Schwanda, continuou a fornecer espécimes para o Museu Paulista, conforme atestam documentos encontrados no arquivo do Museu. |
| ----------------------------------------------------------------- | ----------------- | -------------------- | -------- | -------------------------- | --- |